# استالکر: سایه چرنوبیل
استالکر: سایه چرنوبیل یا شکارچی انسان: سایه چرنوبیل (به انگلیسی: S.T.A.L.K.E.R.: Shadow of Chernobyl) یک بازی ویدئویی در سبک تیراندازی اول شخص که توسط بازی‌سازان اوکراینی جی اس سی گیم ورلد در سال ۲۰۰۷ منتشر شده‌است.

## داستان
داستان در منطقه چرنوبیل اتفاق می‌افتد جایی که حادثه اتمی چرنوبیل اتفاق افتاده و موجب شده‌است وسایلی که برای دانشمندان با ارزش است انجا باشد پس افرادی جان خود را به خطر می‌اندازند تا این وسایل را به قیمت گزاف به آن‌ها بفروشند و قهرمان داستان هم یکی از آن‌هاست.